# Erazm Rozwadowski
Erazm Rozwadowski herbu Trąby (ur. 1806, zm. 8 czerwca 1880 we Lwowie) – polski oficer, ziemianin, działacz społeczny i obywatelski.

## Życiorys
Urodził się w 1806. Wywodził się z gałęzi szlacheckiej rodu Rozwadowskich herbu Trąby. Był prawnukiem Macieja (ur. 1647, podstoli radomski), wnukiem Ignacego (1702-1777) oraz najmłodszym synem Kazimierza (ur. 1748 lub 1757, zm. 1836, pułkownik wojsk polskich) i Anny z domu Golejewskiej herbu Kościesza (córka Józefa Golejewskiego, brygadiera wojsk polskich). Miał braci Antoniego (ur. 1794 lub 1795, zm. 1855, oficer, powstaniec listopadowy), Wincentego (1799-1849, rotmistrz wojsk polskich, powstaniec listopadowy), Wiktora (1812-1858, porucznik wojsk polskich, powstaniec listopadowy, ojciec Tomisława). Jego rodzina mieszkała w Różyskach.
Mając 19 lat w 1825 został oddany przez ojca do służby w Warszawie w szeregach 5 pułku strzelców konnych gwardii pod dowództwem gen. Zygmunta Kurnatowskiego. Odbył musztrę w Modlinie, po czym kadetem był w 5 pułku. W 1927 został skierowany do szkoły podchorążych i pozostawał tam do 1829. Po wybuchu powstania listopadowego w 1830 wraz z trzema braćmi został wyprawiony przez ojca do liniowej służby wojskowej. W grudniu 1830 wraz z innymi podchorążymi został mianowany na stopień oficerski, awansowany na podporucznika w dywizjonie płk. Franciszka Czarnomskiego. Miał za zadanie sformowanie, umundurowanie i wymusztrowanie dwóch szwadronów, z przeznaczeniem do służby w korpusie gen. Józefa Dwernickiego. U jego boku walczył od bitwy pod Stoczkiem (14 lutego 1831) do bitwy pod Boremlem (18/19 kwietnia 1831), gdzie odniósł rany. Tam też zabił gen. Płuchowa i wziął do niewoli mjr. Piotrowskiego, za co został odznaczony Krzyżem Wojskowym Orderu Virtuti Militari. Następnie wraz z korpusem gen. Dwernickiego przeszedł do Galicji. Leczył się z ran w domu rodziców w Różyskach, po czym powrócił do służby w armii powstańczej. Został awansowany na porucznika.
Po upadku powstania wrócił w rodzinnej strony i osiadł na własnym gospodarstwie. Udzielał się w życiu obywatelskim i społecznym. Po wybuchu powstania styczniowego w 1863 został mianowany przez Rząd Narodowy naczelnikiem obwodu tarnopolskiego.
Po ustanowieniu autonomii galicyjskiej (1867) jako właściciel dóbr Hładki wybrany z grupy większych właścicieli ziemskich był członkiem Rady c. k. powiatu tarnopolskiego do około 1870, ponownie od około 1874 do około 1876. Był czynnym członkiem oddziału tarnopolsko-skałacko-zbarasko-trembowelskiego C. K. Galicyjskiego Towarzystwa Gospodarskiego.
Był żonaty z Marią z domu Szeliską herbu Szeliga (formalnie ona figurowała jako właścicielka dóbr tabularnych Hładki). Mieli syna Stanisława (1840-1893, ojciec Marii, która została żoną swojego krewnego Jana Emanuela Rozwadowskiego). Zmarł 8 czerwca 1880 we Lwowie. Nazajutrz został pochowany na Cmentarzu Łyczakowskim we Lwowie.